# Anastassija Walerjewna Kasakul
Anastassija Walerjewna Kasakul (russisch Анастасия Валерьевна Казакул; * 19. November 1982) ist eine russische Skilangläuferin.

## Werdegang
Kasakul startete international erstmals bei den Europäischen Olympischen Winter-Jugendtagen 1999 in Štrbské Pleso. Dort holte sie die Silbermedaille über 7,5 km klassisch. Ihr Debüt im Weltcup hatte sie im Januar 2000 in Moskau. Dabei belegte sie den 53. Platz über 15 km Freistil. Bei den Nordischen Junioren-Skiweltmeisterschaften 2000 in Štrbské Pleso errang sie den 43. Platz über 15 km klassisch und gewann mit der russischen Staffel die Silbermedaille. Im folgenden Jahr wurde sie bei den Nordischen Junioren-Skiweltmeisterschaften in Karpacz Neunte über 5 km klassisch. Bei der Winter-Universiade 2005 in Seefeld in Tirol lief sie auf den 19. Platz im Sprint, auf den 16. Rang über 5 km Freistil und auf den achten Platz im 15-km-Massenstartrennen. In der Saison 2005/06 holte sie in Nové Město mit dem 28. Platz über 10 km Freistil ihre ersten Weltcuppunkten und erreichte in Otepää mit dem 13. Platz über 10 km klassisch ihr bestes Einzelresultat im Weltcup. Bei der Winter-Universiade 2007 in Pragelato errang sie den 29. Platz im Sprint und den 18. Platz über 5 km Freistil. Seit der Saison 2007/08 nimmt sie vorwiegend am Eastern Europe Cup teil. Dabei errang sie im Februar 2008 in Rybinsk mit dem zweiten Platz im Sprint ihre erste Podestplatzierung. In der Saison 2009/10 kam sie im Eastern Europe Cup sechsmal unter die ersten Zehn, darunter Platz drei über 5 km klassisch in Werschina Tjoi und Platz zwei über 15 km klassisch in Rybinsk und belegte damit den vierten Platz in der Gesamtwertung. In der folgenden Saison wurde sie im Eastern Europe Cup zweimal Dritte. Zudem holte sie drei Siege und gewann zum Saisonende die Gesamtwertung. Im Februar 2011 erreichte sie in Rybinsk mit dem dritten Platz mit der Staffel ihre einzige Podestplatzierung im Weltcup. Bei der Nordic Opening 2011 in Kuusamo belegte sie den 50. Platz. In der Saison 2012/13 errang sie im Eastern Europe Cup zweimal den dritten und einmal den zweiten Platz und erreichte damit den sechsten Platz in der Gesamtwertung. In der Saison 2015/16 kam sie fünfmal unter die ersten Zehn und wurde damit Fünfte in der Gesamtwertung des Eastern Europe Cups. In der folgenden Saison erreichte sie mit acht Top-Zehn-Platzierungen den vierten Platz in der Gesamtwertung.

## Siege bei Continental-Cup-Rennen
| Nr. | Datum             | Ort            | Disziplin        | Serie              |
| --- | ----------------- | -------------- | ---------------- | ------------------ |
| 1.  | 23. November 2010 | Werschina Tjoi | Sprint klassisch | Eastern Europe Cup |
| 2.  | 14. Januar 2011   | Charkiw        | Sprint klassisch | Eastern Europe Cup |
| 3.  | 15. Januar 2011   | Charkiw        | Sprint Freistil  | Eastern Europe Cup |